# Andrea Zanoni
Andrea Zanoni (Recco, Italia, 22 de agosto de 1964) es un exjugador y exentrenador italiano de fútbol americano. Ejerció de comentarista de este deporte en Movistar+.

## Carrera

### Jugador y entrenador
Zanoni comenzó a jugar en el Squali Genova como wide receiver, pasando después a militar en el St. George's Knights de Alessandria. En 1986 cambia de equipo y se va al Albatros Golfo del Tigullio, jugando tanto de cornerback como de kicker.
En 1988 se traslada a España y en 1989 entra a formar parte de los Osos de Madrid como tight end. En 1992 deja a los Osos y entra en los Madrid Panteras. Entre 1992 y 1998 actúa de jugador y entrenador de equipos especiales de los Panteras, siendo dos veces campeón de liga (1995 y 1996), tres veces subcampeón (1992, 1993 y 1994) y tres veces campeón de la Copa de España (1996, 1997 y 1998), participando en dos Ligas Europeas de Fútbol Americano. También es entrenador de equipos especiales de la selección española y empieza una colaboración de dos años con los Barcelona Dragons como Game day staff.

### Comentarista deportivo
Al acabar su trayectoria como jugador y entrenador, comienza su carrera televisiva como comentarista de NFL en Telemadrid y Canal Sur. Luego comenta durante una temporada la Liga Española para Antena 3. Posteriormente se incorpora a Canal+ y Sportmanía como comentarista de la NFL.
Comentó los partidos de la NFL en #Vamos y Movistar Deportes, junto con Miguel Ángel Calleja y Moisés Molina hasta 2021.

## Palmarés
| Títulos            | Equipo          | País   | Años              |
| ------------------ | --------------- | ------ | ----------------- |
| 2 Ligas Nacionales | Madrid Panteras | España | 1995 y 1996       |
| 3 Copas de España  | Madrid Panteras | España | 1996, 1997 y 1998 |